# 公共 (科目)
公共（こうきょう）は、日本の高等学校（中等教育学校の後期課程および視覚障害者または聴覚障害者を教育する特別支援学校の高等部を含む）における公民に属する科目の一つ。学習指導要領では、標準単位数2単位の必修科目として設置されている。2022年度入学者から履修する。
1982年度入学生から2021年度入学生まで実施されていた現代社会（げんだいしゃかい）についても、この項で記述する。略して現社という。

## 学習内容

### 公共
2018年告示・2022年度の第1学年から学年進行で実施された学習指導要領によると、以下の内容を学習することになっている。
1. 公共の扉
  1. 公共的な空間を作る私たち
  2. 公共的な空間における人間としての在り方生き方
  3. 公共的な空間における基本的原理
2. 自立した主体としてよりよい社会の形成に参画する私たち
  - 主として法に関わる事項: 法や規範の意義および役割、多様な契約及び消費者の権利と責任、司法参加の意義[2]
  - 主として政治に関わる事項: 政治参加と公正な世論の形成・地方自治、主権・領土（領海、領空を含む。）、我が国の安全保障と防衛、国際貢献を含む国際社会における我が国の役割
  - 主として経済に関わる事項: 職業選択、雇用と労働問題、財政及び租税の役割、少子高齢化における社会保障の充実・安定化、市場経済の機能と限界、金融の働き、経済のグローバル化と相互依存関係の深まり（国際社会における貧困や格差の問題を含む。）
3. 持続可能な社会づくりの主体となる私たち

詳しい内容については高等学校公共 (Wikibooks) を参照。

### 現代社会

#### 2013年度 -
2009年告示、2013年度の第1学年から実施分の学習指導要領によると、以下の通り。
1. 私たちの生きる社会
2. 現代社会と人間としての在り方生き方
  - 青年期と自己の形成
  - 現代の民主政治と政治参加の意義
  - 個人の尊重と法の支配
  - 現代の経済社会と経済活動の在り方
  - 国際社会の動向と日本の果たすべき役割
3. 共に生きる社会を目指して

詳しい内容については高等学校現代社会 (Wikibooks) を参照。

#### 2003年度 -
1999年告示、2003年度の第1学年から実施分の学習指導要領によると、以下の通り。
1. 現代に生きる私たちの課題
2. 現代社会と人間としての在り方生き方
  - 現代の社会生活と青年
  - 現代の経済社会と経済活動の在り方
  - 現代の民主政治と民主社会の倫理
  - 国際社会の動向と日本の果たすべき役割

#### 1994年度 -
1989年告示、1994年度の第1学年から実施分の学習指導要領によると、以下の通り。
1. 現代社会における人間と文化
  - 風土と生活
  - 日本の生活文化と伝統
  - 現代社会の特質と青年期の課題
2. 環境と人間生活
  - 環境と生活
  - 環境保全と倫理
3. 現代の政治・経済と人間
  - 地域社会の変化と住民の生活
  - 国民福祉と政府の経済活動
  - 日本国憲法と民主政治
  - 民主社会の倫理
4. 国際社会と人類の課題
  - 国際政治の変化
  - 国際経済の動向と国際協力
  - 人類の課題

#### 1982年度 -
1978年告示、1982年度の第1学年から実施分の学習指導要領によると、以下の通り。
1. 現代社会の基本的な問題
  - 現代と人間
    - 現代社会の成り立ちと人間生活
    - 人類と環境
    - 人口問題と資源・エネルギー

  - 現代の経済社会と国民福祉
    - 科学技術の発達と現代の経済生活（生産の拡大と現代の企業、市場機構と政府のはたらき、経済体制など）
    - 日本経済の特質と国際化（国民所得の動き、景気の変動、国際収支の動向など）
    - 経済の調和のある発展と福祉の実現（消費者保護と企業の責任、人間の尊重と公害の防止、労働条件と労働関係の改善、社会保障と福祉社会の実現など）

  - 現代の民主政治と国際社会
    - 日本国憲法の基本的原則と国民生活（基本的人権の保障と法の支配、平和主義と我が国の安全、国民主権と議会制民主主義など）
    - 現代国家と民主政治（国家と個人，地方自治と住民福祉、世論と現代政治、世界の主な政治体制など）
    - 国際平和と人類の福祉（国際法と国際政治の特質、国際連合と集団安全保障、核兵器と軍縮問題、人類の福祉と日本の役割など）
2. 現代社会と人間の生き方
  - 人間生活における文化
    - 世界の諸地域の文化と文化交流
    - 日本の生活文化と伝統
    - 現代の文化

  - 青年と自己探究
    - 現代の青年の心理的・社会的諸問題
    - 適応と個性の形成

  - 現代に生きる倫理
    - 真理を求めて思索することの意義（学ぶことの意義、哲学的なものの考え方と科学的なものの考え方など）
    - よく生きることと生きがいの追求（倫理的価値と人格、人生における宗教の意義、芸術と人生、職業と余暇など）
    - 民主社会の倫理（人間の生命の尊重、自由・権利と責任・義務、人間の尊厳と平等など）

## 科目の歴史
1960年に告示され1963年度入学生から学年進行で実施された学習指導要領で、高等学校社会について科目「政治・経済」が必履修科目として初めて設置された。
1978年に告示され1982年度入学生から学年進行で実施された学習指導要領で「現代社会」が新設。現代社会は必修となり、それまでの政治・経済は選択履修科目となった。
1989年に告示され1994年度入学生から学年進行で実施された学習指導要領では、高等学校社会科が地理歴史と公民の2教科に再編されたことに伴い、現代社会、政治・経済及び新設の倫理は公民科に属する科目となった。公民科では「現代社会」1科目または「倫理」および「政治・経済」2科目のいずれかが必履修となった。
2018年に告示され2022年度入学生から学年進行で実施された学習指導要領で「現代社会」を廃止。新たに「公共」を新設し、2年次までに2単位の必履修科目となった。